# Tamer Trasoglu
Tamer Trasoglu,  türkische Schreibweise Tamer Tıraşoğlu, (* 4. Februar 1983 in West-Berlin) ist ein türkisch-deutscher Schauspieler.

## Leben
Tamer Trasoglu absolvierte von 2005 bis 2010 sein Schauspielstudium am Schauspielstudio und Film Atelier Langhanke in Berlin, das er mit Diplom abschloss. Theaterrollen spielte er ab 2006 im Rahmen seiner Ausbildung. Nach seinem Schauspielstudium hatte er in der Spielzeit 2009/10 ein Engagement am GRIPS Theater in Berlin. Mit einer Lesung aus Faust II unter dem Titel Mephisto und die sieben Todsünden gastierte er an diversen Bühnen.
Seine erste Kinorolle hatte er als illegaler Arbeiter in dem Episodenfilm Shahada (2010) des Regisseurs Burhan Qurbani, der am Wettbewerb der Berlinale 2010 teilnahm und auf zahlreichen weiteren Festivals lief. 
Anschließend arbeitete Trasoglu hauptsächlich für das Fernsehen. In der Türkei war er zunächst in der Fernsehserie Ağır Roman Yeni Dünya (2012) zu sehen. In der Serie Acil Aşk Aranıyor (2015), einer türkischen Adaption von Emergency Room – Die Notaufnahme, hatte er mit der Rolle des Notarztes Berzan eine durchgehende Serienhauptrolle.
Im deutschen Fernsehen wurde Trasoglu anfangs häufig als Gangster oder Krimineller mit unterschiedlicher ethnischer Herkunft besetzt. Nach seiner Mitwirkung in dem Kino-Tatort Tschiller: Off Duty (2016) und in Wolfgang Petersens Filmkomödie Vier gegen die Bank (2016, als „Ex-Knacki“ Rolfi, neben Til Schweiger und Sven Martinek) war er in mehreren deutschen Krimiserien zu sehen. Er hatte u. a. Episodenrollen in Ein Fall für zwei (2016, als Falschspieler Rasco Kaltegger), Notruf Hafenkante (2016, wo er Djamir Chihab, ein brutales Mitglied aus einem kriminellen libanesischen Clan spielte), Alarm für Cobra 11 – Die Autobahnpolizei (2017, als portugiesischer Bordellinhaber und Drogen-Boss Joaquin Almeida) und Bad Cop – kriminell gut (2017; als Kiez-Gangster „Magic Maik“).
Im Oktober 2017 war er in der 4. Staffel der ZDF-Serie Bettys Diagnose in einer Episodenrolle als Boxer Cem an der Seite von Marko Dyrlich und Paul Faßnacht zu sehen. In der 17. Staffel der ZDF-Serie SOKO Köln (Erstausstrahlung ab September 2018) hatte er eine Episodennebenrolle als Security-Unternehmer Gürsel Üzal; er spielte den Bodyguard des Mordopfers. In der TV-Komödie Mich hat keiner gefragt (2021) spielte er Vangelis, den Ex-Lebensgefährten der selbstbewussten, alleinerziehenden Single-Frau und Mutter Anna (Meike Droste) und Vater ihrer gemeinsamen Tochter Clara (Vita Tepel).
In der ab September 2022 erstausgestrahlten ZDF-Krimiserie Mordsschwestern – Verbrechen ist Familiensache gehört Trasoglu als Hauptkommissar Sami Farhadi neben Lena Dörrie, Caroline Hanke und Claudiu Mark Draghici zum festen Ermittlerteam.
Trasoglu, der u. a. Kampfsport, Mixed Martial Arts, Boxen, Kickboxen und Thai-Boxen beherrscht und betreibt, lebt mit seiner Familie in Berlin.

## Filmografie (Auswahl)
- 2009: Das total verrückte Wochenende (Fernsehfilm)
- 2010: Shahada (Kinofilm)
- 2012: Allein unter Nachbarn (Fernsehfilm)
- 2012: Ağır Roman Yeni Dünya (Fernsehserie)
- 2015: Fünf Freunde 4 (Kinofilm)
- 2015: Acil Aşk Aranıyor (Fernsehserie)
- 2015; 2017: Alarm für Cobra 11 – Die Autobahnpolizei (Fernsehserie, zwei Folgen)
- 2016: Tschiller: Off Duty (Kinofilm)
- 2016: Ein Fall für zwei – Das Apartment (Fernsehserie, Episodenrolle)
- 2016: Notruf Hafenkante (Fernsehserie, zwei Folgen)
- 2016: Vier gegen die Bank (Kinofilm)
- 2017: Bad Cop – kriminell gut – Paradiesvögel (Fernsehserie, Episodenrolle)
- 2017: Bettys Diagnose – Gut gemeint (Fernsehserie, Episodenrolle)
- 2018: SOKO Köln – Die Weindetektivin (Fernsehserie, Episodenrolle)
- 2019: Herren
- 2020: Die Hochzeit
- 2021: Mich hat keiner gefragt (Fernsehfilm)
- 2021: Die Rettung der uns bekannten Welt
- 2022: Mordsschwestern – Verbrechen ist Familiensache (Fernsehserie)
- 2023: Manta Manta – Zwoter Teil